# Roast on the coast
Roast on the coast är en svensk realityserie som hade premiär på Prime Video den 9 maj 2025. Serien som består av sex avsnitt är baserad på den danska serien Roasted: Verdens sjoveste ferie.

## Handling
Serien utspelar sig i en lyxvilla vid den spanska kusten och varje kväll bjuds det på roast battle. Huvudpersonen för kvällen placeras i den heta stolen, och resten av gänget tävlar om att leverera den hårdasre roasten. Programledare är Kristoffer Appelquist, och övriga medverkande är Per Andersson, Gina Dirawi, Magnus Betnér, Anis Don Demina och Emma Molin.